# Bop (песня)
«Bop» (стил. под маюскул) — песня американского рэпера DaBaby, выпущенная 19 ноября 2019 в качестве второго сингла из его второго студийного альбома Kirk на лейблах South Coast Music Group и Interscope Records. Песня достигла высшей позиции под номером 11 в американском чарте Billboard Hot 100.

## Исполнение
30 сентября 2019 года DaBaby исполнил «Bop» как часть попурри с «Intro» и «Really» на The Tonight Show Starring Jimmy Fallon, чтобы продвинуть свой студийный альбом Kirk.
DaBaby исполнил песню вместе с «Suge» 7 декабря 2019 на Saturday Night Live.

## Музыкальное видео
Музыкальное видео было выпущено 15 ноября 2019. Оно было спродюсировано Reel Goats. Оно оформлено как «бродвейский хип-хоп мюзикл» и в нём есть флешмоб и американская танцевальная группу Jabbawockeez. Джеймс Рико, руководитель съёмочной группы Reel Goats, заявил, что его вдохновили вступительные эпизоды Остина Пауэрса и то, как люди танцуют вокруг главного персонажа.

## Чарты
| Чарт (2019—2020)                           | Высшая позиция |
| ------------------------------------------ | -------------- |
| Австралия (ARIA)                           | 63             |
| Бельгия/Фландрия (Ultratip Bubbling Under) | 8              |
| Бельгия/Валлония (Ultratip Bubbling Under) | 25             |
| Канада (Billboard Canadian Hot 100)        | 23             |
| Франция (SNEP)                             | 84             |
| Ирландия (IRMA)                            | 39             |
| Нидерланды (Single Top 100)                | 100            |
| Новая Зеландия (Recorded Music NZ)         | 38             |
| Португалия (AFP)                           | 49             |
| Швеция (Sverigetopplistan)                 | 5              |
| Швейцария (Schweizer Hitparade)            | 49             |
| Великобритания (OCC UK Singles)            | 66             |
| США (Billboard Hot 100)                    | 11             |
| США (Billboard Hot R&B/Hip-Hop Songs)      | 4              |
| США (Billboard Rhythmic)                   | 2              |
| США (Rolling Stone Top 100)                | 3              |

## Сертификации
| Регион                                                                      | Сертификация  | Продажи   |
| --------------------------------------------------------------------------- | ------------- | --------- |
| Австралия (ARIA)                                                            | Платиновый    | 70 000    |
| Франция (SNEP)                                                              | Золотой       | 100 000   |
| Италия (FIMI)                                                               | Золотой       | 35 000    |
| Португалия (AFP)                                                            | Золотой       | 5000      |
| Великобритания (BPI)                                                        | Золотой       | 400 000   |
| США (RIAA)                                                                  | 3× Платиновый | 3 000 000 |
| Данные о продажах + прослушиваниях приведены только на основе сертификации. |               |           |

## История релизов
| Страна | Дата             | Формат                              | Лейбл                              | Прим.  |
| ------ | ---------------- | ----------------------------------- | ---------------------------------- | ------ |
| Мир    | 27 сентября 2019 | Цифровая загрузка стриминг          | South Coast Music Group Interscope | [ 27 ] |
| США    | 19 ноября 2019   | Rhythmic contemporary radio [англ.] | South Coast Music Group Interscope | [ 28 ] |
| США    | 11 февраля 2020  | Contemporary hit radio              | South Coast Music Group Interscope | [ 29 ] |